# Makaji (stato)
Lo Stato di Makaji (talvolta indicato come Makaji Meghpar) fu uno stato principesco del subcontinente indiano, avente per capitale la città di Makaji Meghpar.

## Storia
Lo stato di Makaji venne fondato da Makanji Jadeja dello stato di Dhrol nel 1754 come jagir dello stato di Nawanagar.
Il 15 febbraio 1948 entrò a far parte dell'Unione Indiana.

## Governanti
I regnanti di Makaji avevano il titolo di thakur.